# زهدي جار الله
زهدي حسن جار الله (وُلد عام 1914)، هو مؤلف ومترجم فلسطيني. ولد في مدينة القدس، أنهى الإبتدائية في المدرسة الرشيدية، ثم أكمل الثانوية في الكلية العربية في القدس. تخرج بدرجة البكالوريس من الجامعة الأمريكية في بيروت عام 1932. ثم بكالوريوس تاريخ العرب عام 1944. كان معلماً في عدد من المدارس الثانوية في حيفا والناصرة والرملة ويافا وغيرها. هاجر إلى بغداد إثر النكبة الفلسطينية عام 1948.
أبدع في الترجمة فكان كبير المترجمين في شركة أرامكو السعودية، ثم أصبح رئيس تحرير البرامج في محطة التلفزيون الخاصة عام 1958، ثم انتقل للعيش في لبنان وشغل منصب مدير مؤسسة الشرق الأوسط للتحرير والترجمة والنشر عام 1961.
توفي زهدي جار الله ولكن لا تتوفر أي معلومات حول تاريخ أو مكان وفاته.

## عائلته
كانت عائلته منافسة لعائلة المفتي الحاج أمين الحسيني. كان قريبه الشيخ حسام الدين جار الله أولى بمنصب الإفتاء، فوفقاً للقانون العثماني كان المتصرف التركي والذي حل مكانه المندوب السامي البريطاني يعين أحد الفائزين الثلاثة الأوائل مفتياً للقدس، وفي عام 1921 وكانوا هم "الشيخ خليل الخالدي والشيخ موسى البديري والشيخ حسام الدين جار الله"، وأمّا الحاج أمين فكان ترتيبه الرابع، لذلك لمّا انسحب جار الله حل مكانه الحاج أمين فبادر المندوب السامي إلى تعيينه.

## مؤلفاته
ألف زهدي جار الله وترجم العديد من الكتب منها:
- «المعتزلة»، صدر عن المكتبة الأزهرية للتراث عام 1947.
- «صرخة روح»، صدر عن دار الكتب عام 1959.
- «الكتابة الصحيحة» صدر عن مطبعة دار الكتب عام 1968.
- «أصول علم النفس في الأدب العربي»، صدر عن دار الخليج للنشر والتوزيع.
- «التصوف الإسلامي».
- ترجم كتاب «الشخصية الأمريكية تكوينها ومقوماتها» صدر عن دار اليقظة العربية عام 1964، والذي صدر باللغة الإنجليزية.